# Цэндийн Дамдин
Цэндийн Дамдин (монг. Цэндийн Дамдин; 31 марта 1957, Монголия — 22 февраля 2018) — монгольский самбист и дзюдоист, чемпион и призёр чемпионатов мира по самбо, серебряный призёр летних Олимпийских игр 1980 года в Москве. Заслуженный мастер спорта Монголии (1980). Народный учитель Монголии (2009).

## Карьера
Выступал в полулёгкой (до 65 кг) весовой категории. Победитель и призёр международных турниров.
На Олимпиаде 1980 года в Москве Дамдин победил зимбабвийца Даниэля Файфера, француза Ива Дельвина, шведа Вольфганга Биедрона и поляка Януша Павловского. В финальной схватке монгол уступил советскому дзюдоисту Николаю Солодухину и завоевал серебро Олимпиады.